# Lisette Pagler
Lisette Pia Hee Young Törnqvist Pagler, född den 5 januari 1981 i Seoul, Sydkorea, är en svensk musikalartist, dansare och skådespelerska. Hon har bland annat vunnit Jakten på Julia 2010 och medverkat i musikalerna Cats och Singin' in the Rain.

## Biografi
Pagler kom till Sverige när hon var två och ett halvt år och växte upp i Nättraby utanför Karlskrona. Hon är utbildad vid Balettakademiens musikallinje i Göteborg. 
Hennes röstläge är alt/mezzosopran, och 2004 medverkade hon i musikalen Stoppa världen! – Jag vill kliva av på Göteborgsoperan.
Pagler och Måns Zelmerlöw var med i finalen av Allsång på Skansen i augusti 2010. Under nyår 2010–2011 och under 2011 spelade hon och Zelmerlöw huvudrollerna i musikalen Romeo och Julia på Göta Lejon, och under hösten 2010 medverkade hon i Malmöoperans uppsättning av Singin' in the Rain.
Pagler spelade huboten Mimi/Anita i den svenska sci-fi-serien Äkta människor. I övrigt har hon medverkat i bland annat SVT:s musikprogram Inför Eurovision Song Contest 2012.
Hon är sedan september 2017 gift med skådespelaren Pontus T. Pagler.

## Filmografi
| Titel                         | År        | Roll                      | Noter                    |
| ----------------------------- | --------- | ------------------------- | ------------------------ |
| Jakten på Julia               | 2010      | Casting tävling, vinnare. | TV-Serie, 10 avsnitt     |
| Äkta människor                | 2012–2013 | Mimi/Anita                | TV-Serie, 2x10 avsnitt   |
| Inför Eurovision Song Contest | 2012      | Medlem i panelen.         | TV-Serie, 4 avsnitt      |
| Viva Hate                     | 2014      | Dolores                   | Miniserie, 2 avsnitt     |
| Gåsmamman                     | 2015–2019 | Hanna Lind                | TV-serie                 |
| Beck – Gunvald                | 2015      | Anna Murlöf               | Film                     |
| Selmas saga                   | 2016      | Journalisten              | (TV-serie) (Julkalender) |
| Rum 213                       | 2017      | Elviras mamma             | Film                     |
| Sthlm Rekviem                 | 2018      | Maria Blomgren            | TV-serie, 2 avsnitt      |
| Fartblinda                    | 2019–     | Nina Vojnovic             | TV-serie, 12 avsnitt     |
| Kärlek & anarki               | 2020      | Michelle Krauss           | TV-serie, 5 avsnitt      |
| Udda veckor                   | 2021      |                           | TV-serie                 |
| Hålla samman                  | 2023      | Nina                      | TV-serie                 |

## Teater

### Roller (ej komplett)
| År        | Roll                         | Produktion                                                       | Regi                | Teater                   |
| --------- | ---------------------------- | ---------------------------------------------------------------- | ------------------- | ------------------------ |
| 2004      | Lisa                         | Stoppa världen - jag vill stiga av                               |                     | Göteborgsoperan          |
| 2004-2005 | Ensemble                     | Miss Saigon                                                      |                     | Göteborgsoperan          |
| 2006      | Demeter                      | Cats                                                             |                     | Göteborgsoperan          |
| 2007      | Ensemble                     | My Fair Lady Frederick Loewe och Alan Jay Lerner                 | Rikard Bergqvist    | Göteborgsoperan          |
| 2008-2009 | Soul Girl Ensemble           | Jesus Christ Superstar                                           |                     | Malmö Opera              |
| 2009      | Demeter                      | Cats Andrew Lloyd-Webber och T.S. Eliot                          | Hans Berndtsson     | Cirkus, Stockholm        |
| 2010      | Kathy Selden                 | Singin' in the rain                                              |                     | Malmö Opera              |
| 2010-2011 | Julia                        | Romeo och Julia                                                  |                     | Göta Lejon               |
| 2011      | Crissy                       | Hair Gerome Ragni, James Rado och Galt MacDermot                 | Ronny Danielsson    | Stockholms stadsteater   |
| 2011      | Ensemble Understudy Caroline | De tre musketörerna                                              |                     | Stockholms stadsteater   |
| 2011      | Mikaela Darling              | Peter Pan och Wendy J.M. Barrie i ny version av Anders Duus      | Pia Johansson       | Stockholms stadsteater   |
| 2014      | June                         | Chicago John Kander, Fred Ebb och Bob Fosse                      | Roine Söderlundh    | Kulturhuset Stadsteatern |
| 2015      | Dansare                      | Cabaret                                                          |                     | Stockholms stadsteater   |
| 2021      | Anna                         | Kärlek skonar ingen Mirja Unge, Håkan Hellström och Björn Olsson | Victoria Brattström | Göteborgsoperan          |
| 2022      | Nadja                        | Jakten (Jagten) Thomas Vinterberg och Tobias Lindholm            | Eirik Stubø         | Kulturhuset Stadsteatern |
| 2023      | Fröken Jenny Honey           | Matilda the Musical Tim Minchin och Dennis Kelly                 | Fredrik Rydman      | Kulturhuset Stadsteatern |
| 2024      | Jenny                        | Company Stephen Sondheim och George Furth                        | Maria Sid           | Kulturhuset Stadsteatern |
| 2025      | Constanze Weber (Understudy) | Amadeus Peter Shaffer                                            | Sunil Munshi        | Kulturhuset Stadsteatern |